# 齊格飛·胥陶芬
齊格飛·胥陶芬是一名登場於由南夢宮旗下的格鬥遊戲《魂之系列》中的虛構人物。齊格飛於1995年的《刀魂》首次登場，並在續作《劍魂》和《劍魂II》中擔任反派角色；而從《劍魂III》起，齊格飛再度轉變成正派英雄角色。在《劍魂II》中，能解開一個他的服裝，即齊格飛的另一個邪惡的自我「夢魘」。齊格飛擁有著威力十足的劍技，能輕鬆地揮舞手中的雙手大劍給予對手重擊。
齊格飛較知名的是擁有雙重身份「夢魘」，並在系列中時常為此而苦；直到《劍魂III》時，獲得「靈劍（Soul Calibur）」的他和分離自身的夢魘成為勁敵並展開交戰。齊格飛為該系列最常登場的主要角色之一，並出現在大部分的系列作中；此外，他亦在萬代南夢宮遊戲的冒險卡牌遊戲《Outcast Odyssey》中以一張具有時效性（可用至2015年9月7日）的5星角色卡登場。齊格飛整體獲得了評論界的正面好評，主要被稱讚他在故事中的核心衝突表現、華麗的動作設計與戰鬥風格，並被認為是《魂之系列》最具影響力的角色之一。

## 人物
於16世紀時初次登場時，齊格飛是一名年輕德國的騎士，有著金色短髮、藍色的眼睛，身穿簡單的騎士盔甲。在當時，身為英雄弗雷德里克之子的他，花了很多時間從父親那學習劍術。但當弗雷德里克出差至國外後，在沒有父親指導的齊格飛開始和一群品行不佳的青少年混在一起，便很快地成為他們盜賊團的領導者，名為「Schwarzwind」（其代表著「黑風」）。在一場誤導民族自豪感的行為中，團隊們決定攻擊一群逃離十字軍東征的騎士，因為他們通常攜帶著寶貴的財物，且實力不強。當天晚上，Schwarzwind對那群士兵展開伏擊，並殺死了他們的指揮官；但當月光照射下來後，他卻發現自己殺的人竟是自己的父親。為此，齊格飛尖叫著並一路直奔森林之中，當他在回想自己犯下的錯時，他的精神就會變得越來越錯亂。直到發瘋的齊格飛認為殺他父親的兇手是自己以外的人，且當他聽見了「邪劍（Soul Edge）」的傳聞後，齊格飛相信殺了父親的兇手只能用這種武器殺死。在獲得邪劍後，他被劍附身並轉化為系列中的主要反派「夢魘」。後來在「靈劍（Soul Calibur）」的戰役中擊敗了齊力克與香華擊敗，使他暫時恢復了自己的理智（不久後又遭邪劍控制），而在《劍魂II》後，齊格飛完全擺脫了劍的控制並將其困於「靈魂的擁抱」中。此後，齊格飛花了大部分的時間來彌補自己成為夢魘所犯下的罪行。
在《劍魂III》中，成為獨立實體的夜魔成為了他的大敵；中途他被自己打算擺脫的靈劍救回一命，且最後成功摧毀了邪劍並擊敗了夢魘。之後，他改組了他的團隊Schwarzwind並意圖幫靈劍找到一個新的持有者，因為他覺得這把劍不再忠於自己。十七年後，齊格飛遇見了帕楚克羅斯·亞歷山卓，認為他將是新的靈劍持有者，並幫助他恢復屬於自己的戰鬥風格。後來參加了匈牙利的一場全面戰爭，並得知它的領導者格拉夫杜馬斯是新的夢魘化身。

## 反響
齊格飛在系列中的表現獲得了普遍好評。IGN將齊格飛和夢魘共同列入了「十大戰士」名單的首位，並稱他是「該系列核心衝突的完美表現。」且還認為「如果沒有齊格飛和夢魘人物的交戰，那《魂》遊戲感覺就會不完整。」該角還因充滿魅力的動作、天使般的設計和強大而優雅的格鬥風格而受到評論界的讚賞。2002年，在南夢宮發表的《劍魂II》人氣投票中，齊格飛以2.5%的積分排名第九，與御劍平四郎並列。而在《Complex》列出的該系列前20最佳角色名單中，齊格飛／夢魘列為頭號最佳角色；該雜誌將該角評為「是整個系列中最迷人的角色之一」。據Ranker的「30名最偉大的德國動漫角色」名單中，齊格飛名列第18位。

## 外部連結
- 劍魂檔案——角色介绍：齊格飛 （页面存档备份，存于）（日語）